# Escriptura a mà
L'escriptura a mà és aquella feta per una persona amb un instrument d'escriptura, com un estil, una ploma, un bolígraf o un llapis, utilitzant la mà. La lletra que es fa servir en l'escriptura a mà inclou dos estils: lletra d'impremta i lletra cursiva i es pot diferenciar de la cal·ligrafia formal o de l'emprada en tipografia, perquè.la lletra de cada persona és única i diferent i, per tant, es pot utilitzar per a verificar l'autor d'un document. El deteriorament de la lletra d'una persona també pot ser un símptoma o resultat de certes malalties, com el cas dels parkinsonians. La incapacitat per produir una lletra clara i coherent es coneix com a disgrafia.

## Unicitat
Cada persona té el seu propi estil d'escriptura a mà, ja sigui en l'escriptura quotidiana o en la seva signatura personal. Fins i tot els bessons idèntics que comparteixen aparença i genètica no tenen la mateixa cal·ligrafia. La lletra d'una persona és com les empremtes digitals d'aquesta persona: les persones podrien copiar-la, però mai escriure-hi d'una manera idèntica. El lloc on es rep l'educació i la primera llengua que s'aprèn es fon amb la distribució de la força i les formes de formular paraules per crear un estil únic de cal·ligrafia per a cada persona.
Les característiques de l'escriptura a má inclouen:
- la forma específica de les lletres, p. ex. arrodonides o punxagudes
- l'espaiat regular o irregular entre lletres
- La inclinació (pendent) de les lletres
- la repetició rítmica o l'arítmia dels elements
- la pressió sobre el paper
- la mitjana de la mida de les lletres
- el gruix de les lletres

## Condicions mèdiques
S'ha trobat que els nens amb TDAH tenen més probabilitats de tenir una escriptura manuscrita menys llegible, fer més errors d'ortografia, més insercions i/o eliminacions de lletres i més correccions. En els nens amb aquestes dificultats, les lletres tendeixen a ser més grans amb gran variabilitat de lletra, espaiat entre lletres, espaiat entre paraules i l'alineació de les lletres amb la línia de base. La variabilitat de l'escriptura a mà augmenta amb texts més llargs. La fluïdesa del moviment és normal, però els nens amb TDAH tenen més probabilitats de fer moviments més lents durant la tasca d'escriptura a mà i mantenir la ploma més temps en l'aire entre els moviments, especialment quan han de traçar lletres complexes, el que implica que la planificació del moviment pot trigar més.
Els nens amb TDAH eren més propensos a tenir dificultats per poder parametritzar els moviments d'una manera coherent. Això s'ha explicat amb la discapacitat motora a causa de la manca d'atenció o la manca d'inhibició. Per preveure un canvi de direcció entre els accidents cerebrovasculars, l'atenció visual constant és essencial. Amb falta d'atenció, els canvis es produiran massa tard, resultant en majors lletres i alineació deficient de lletres a la línia de base. La influència del medicament sobre la qualitat de l'escriptura manuscrita no queda clara.

## Usos de mostres de lletra
Atès que l'escriptura a mà és relativament estable, un canvi en la lletra pot ser indicatiu del nerviosisme o l'embriaguesa del que ho ha escrit.
Una mostra de l'escriptura d'una persona es pot comparar amb la d'un document escrit per determinar i autenticar l'autor d'aquest document; si els estils d'escriptura coincideixen, és altament probable que la mateixa persona hagi escrit ambdós documents, fins al punt que pot ser acceptat com a prova en un judici, pel testimoni d'un expert o fins i tot per apreciació del propi jutge.

## Grafologia
La grafologia és l'estudi pseudocientífic i anàlisi de lletra en relació amb la psicologia humana. La grafologia s'utilitza principalment com a eina de reclutament en el procés de selecció del sol·licitant per predir els trets de la personalitat i el possible rendiment laboral, tot i la investigació sobre el tema que mostra resultats consistentment negatius per a aquests usos.